# Kysak (nádraží)
Kysak je železniční stanice ve stejnojmenné obci v Košickém kraji na Slovensku.
Obec byla na železnici napojena v roce 1870, kdy byla zprovozněna trať mezi Košicemi a Prešovem. Vybudováním trati do Spišské Nové Vsi vznikl důležitý dopravní uzel, přes který prochází kromě dopravy ve směru Košice–Žilina i převážná část dopravy na severovýchodní Slovensko.
Postupně zde bylo vybudováno 10 dopravních kolejí, 6 nástupišť a oblastní ředitelství Železnic Slovenskej republiky.

## Tratě a doprava
- 180 (Košice–Žilina)
- 188 (Kysak–Muzsyna)